# Анастасія Баранова
Анастасія Баранова (рос. Анастасия Баранова; нар. 23 квітня 1989) — російська актриса, найбільш відома своїми головними ролями Дженніфер «Скаут» Лауер у телесеріалі «Сафарі скаута» та Еддісон «Едді» Карвер у серіалі Syfy. Z Нація.

## Біографія
Баранова народилася в Москві, Росія, яка тоді була частиною Радянського Союзу. У дитинстві вона почала працювати моделлю в Москві. У 1998 році Баранова разом з матір'ю переїхала з Росії в Міннесоту в США, де продовжила займатися моделлю. У 2000 році вони переїхали в Каліфорнію, де Баранова почала свою акторську кар'єру. Щоб вивчити англійську мову, вона використовувала серію компакт-дисків JumpStart і відвідувала уроки акторської мови та співу. Вільно володіє російською та англійською мовами, навчалася в університеті Чепмена.
Вона є випускницею лос-анджелеської школи The Acting Corps. 

## Кар'єра
Баранова почала свою акторську кар'єру у 2002 році з невеликої ораторської ролі в серіалі Disney Channel Ліззі Макгуайр. Потім вона отримала головну роль у телесеріалі Discovery Kids/NBC «Сафарі Скаута», зігравши персонажа Дженніфер «Скаут» Лауер. Зйомки розпочалися в липні 2002 року і в основному проходили в Південній Африці. Серіал виходив з жовтня 2002 року по лютий 2004 року, тривав два сезони та 26 епізодів.
Баранова знялася в одному або двох серіалах у кількох телевізійних серіалах, зокрема «Сини анархії», «Жанна Аркадська», «Вероніка Марс», «Дрейк і Джош», «7-ме небо» та «Малкольм посередині». 
Вона також з'явилася у фільмі 2007 року «Підйом: Кривавий мисливець». 
У 2010 році вона з'явилася в серіалі HDNet Світлана.
У 2014 році Баранова приєдналася до акторського складу постапокаліптичної комедійно-драматичної серії жахів Syfy, зігравши роль Еддісон «Едді» Карвер.
У відеогрі Metro Exodus 2019 року вона озвучила персонажа Катю.